# Transformator
Transformator (prema lat. transformare: preobraziti, pretvoriti) ili električni transformator je električni uređaj bez pokretnih dijelova koji međuinduktivno povezuje dva električna kruga izmjenične struje i izmjeničnu električnu struju zadanoga električnoga napona pretvara u izmjeničnu struju višega ili nižega električnoga napona. Glavni su dijelovi transformatora magnetska jezgra i najmanje dva međusobno odvojena namota (takozvani primar i sekundar) s izolacijom (osim kod autotransformatora). U jednofaznom se transformatoru primar i sekundar u načelu sastoji od jednoga, a u trofaznom od triju namota. Primarni i sekundarni namoti obično su postavljeni jedan preko drugoga ili jedan pokraj drugoga kako bi se postigla što bolja međuinduktivna veza. Električna energija prenosi se elektromagnetskom indukcijom od primara na sekundar, bez promjene frekvencije. Omjer efektivne vrijednosti napona primara Up i sekundara Us približno je razmjeran omjeru broja zavoja primara Np i sekundara Ns, to jest: 
{\displaystyle {\frac {U_{s}}{U_{p}}}={\frac {N_{s}}{N_{p}}}}
a omjer efektivne vrijednosti jakosti električne struje primara Ip i sekundara Is približno je obrnuto razmjeran omjeru broja zavoja, to jest: 
{\displaystyle {\frac {I_{s}}{I_{p}}}={\frac {N_{p}}{N_{s}}}}
Ako je napon sekundara veći od napona primara, transformator se naziva uzlazni, a transformator kojemu je napon sekundara manji od napona primara silazni.

## Povijest
Prvi transformator sa zatvorenom magnetskom jezgrom prikazan je na izložbi inovacija u Budimpešti 1885. (Károly Zipernowsky, Miksa Déry i Otto Titusz Bláthy, mađarski inženjeri u tvornici Ganz). Prvi trofazni transformator razvijen je 1889. (Mihail Osipovič Dolivo-Dobrovolski). Nikola Tesla izumio je 1891. rezonantni Teslin transformator, namijenjen stvaranju vrlo visokih napona uz visoku frekvenciju.
Proizvodnja transformatora u Hrvatskoj započela je 1946. u tvornici Rade Končar. Danas se u tvornici Končar–Energetski transformatori proizvode između ostalih generatorski transformatori snage do 800 MVA i napona do 420 kV, transformatori za povezivanje mreža snage do 600 MVA i napona do 420 kV te strujno-naponski mjerni transformatori napona do 420 kV.

### Teslin transformator
Teslin transformator je transformator za proizvodnju visokoga napona (do nekoliko milijuna volti) i izmjenične struje visokih frekvencija (10 do 300 kHz) koji je izumio Nikola Tesla 1891. Primar Teslina transformatora sastoji se od električne zavojnice načinjene od žice s malo zavoja, visokonaponskog električnoga kondenzatora i iskrišta. Frekvencija titranja titrajnoga strujnoga kruga primara ovisi o električnom kapacitetu kondenzatora i o induktivnosti zavojnice. Sekundarna zavojnica ima vrlo velik broj zavoja od tanke žice, a nalazi se unutar primarne zavojnice kako bi prijenos energije bio što bolji. Zavojnice ne sadrže željeznu jezgru jer bi s njom, zbog visokih frekvencija Tesline struje, gubitci energije bili veliki. Električni kondenzator se električki nabija do napona od nekoliko kilovolta s pomoću izvora izmjenične struje, najčešće s pomoću transformatora. Kada je kondenzator električki nabijen, strujni krug primara zatvara se preko iskrišta, kondenzator se prazni i nastaje visokofrekventno titranje (punjenje i pražnjenje kondenzatora kroz zavojnicu), a magnetsko polje primarne zavojnice inducira napon u sekundarnoj zavojnici. Visoki naponi u Teslinu transformatoru stvaraju snažne iskre ili duge pramenove svjetlosti ako se na vrh sekundarne zavojnice stavi metalni prsten ili toroid, a mogu se pojaviti i drugi učinci, na primjer u blizini sekundara u Geisslerovim cijevima nastaje luminiscencija, i kad one nisu povezane vodičima sa sekundarom. Teslin transformator jesvojstven po tome da zbog stojnog vala koji nastaje na sekundarnoj zavojnici proizvodi vrlo visoki napon visoke frekvencije.

## Namjena transformatora
Budući da snaga električne struje zavisi o umnošku U∙I, podizanjem napona moguće je prenijeti istu snagu s manjim jakostima struje. Struja manje jakosti omogućuje smanjenje presjeka vodiča (to jest manji utrošak bakra ili aluminija) i uzrokuje manje padove napona na dugačkim električnim vodovima, jer je pad napona razmjeran jakosti struje kroz električni vodič. Zbog toga, električna energija isporučena iz elektrana na visokom naponu od 20 kV (kilovolta) transformira se na visoki napon 110, 220, 400 kV (kilovolta), te visokonaponskim dalekovodima prenosi do mjesta potrošnje. Ondje se električna energija pod visokim naponom transformira na napon gradske mreže (380/220 V kod trofaznih, odnosno 220 V kod jednofaznih mreža). Trofazni distributivni transformator za takvu namjenu prikazan je na gornjoj slici. Vidljivi su visokonaponski porculanski izolatori te rebra za hlađenje i ekspanzijska posuda za transformatorsko ulje u koje su potopljeni namotaji zbog učinkovitijeg hlađenja i izolacijskih svojstava ulja.
Važna je i primjena transformatora za pretvorbu napona gradske mreže u manje opasan napon između 12 i 48 V za razne radioničke, upravljačke ili druge uređaje, (u pravilu s galvanski odvojenim sekundarom od primara), ili u mnogobrojnim elektroničkim uređajima koji rade na istosmjernom naponu od nekoliko volti. U posljednjem slučaju, transformatoru se prigrađuje i prikladan ispravljač za pretvorbu izmjenične struje sekundara u istosmjernu. Druga slika prikazuje takav transformator male snage.

### Način rada
Na osnovi elektromagnetske indukcije možemo izmjeničnu struju jedne jakosti i napona pretvoriti u izmjeničnu struju iste frekvencije, a druge jakosti i napona. U tu svrhu služi električni transformator. On se sastoji od željezne jezgre u obliku okvira koja je sastavljena od pločica tankog željeznog lima, međusobno izoliranih. Na okviru se nalaze dva namotaja, to jest zavojnice Np i Ns, od kojih je jedna primarna, a druga sekundarna. Ako izmjenična struja ima frekvenciju od 50 Hz, što znači da u jednoj sekundi ide 50 puta u jednom, a 50 puta u drugom smjeru, to će se i magnetski tok u željeznoj jezgri mijenjati s istom frekvencijom kojom se mijenja i jakost primarne struje u zavojnici Np. Zbog toga se u sekundarnoj zavojnici Ns inducira izmjenični napon jednake frekvencije. 
Neka je na primjer jakost primarne struje 3 A, a napon 500 V. Ako je broj zavoja sekundarne zavojnice 2 puta manji od broja zavoja primarne zavojnice, napon će na krajevima sekundarne zavojnice biti dva puta manji, to jest 250 V, ali će zato struja biti 2 puta veća, to jest 6 A. Označimo li s Up napon na krajevima primarne zavojnice, s Us napon na krajevima sekundarne zavojnice, s Np broj zavoja primarne, a s Ns broj zavoja sekundarne zavojnice, onda postoji odnos:
{\displaystyle {\frac {U_{s}}{U_{p}}}={\frac {N_{s}}{N_{p}}}}
koji se omjer transformacije. To znači da se naponi na sekundarnoj i primarnoj zavojnici upravno razmjerni (proporcionalni) s brojem zavoja tih zavojnica. Zanemarimo li gubitke u transformatoru, to po zakonu o očuvanju energije mora električna snaga sekundarne struje biti jednaka snazi primarne struje, to jest:
{\displaystyle U_{s}\cdot I_{s}=U_{p}\cdot I_{p}}
a odatle:
{\displaystyle {\frac {U_{s}}{U_{p}}}={\frac {I_{p}}{I_{s}}}}
Ako usporedimo s prvom gornjom jednadžbom, dobivamo:
{\displaystyle {\frac {I_{s}}{I_{p}}}={\frac {N_{p}}{N_{s}}}}
Znači da se jakosti električne struje u primarnoj i sekundarnoj zavojnici odnose obrnuto proporcionalno s brojem zavoja. Zbog toga je u našem primjeru jakost struje u sekundarnoj zavojnici 6 A. Napon se snizio, ali se jakost struje povećala jer je broj zavoja u sekundarnoj zavojnici manji od broja zavoja u primarnoj zavojnici. 
Takvi transformatori kod kojih primarna i sekundarna strana imaju samo po jedan fazni namotaj zovu se jednofazni transformatori, a služe za transformaciju jednofazne struje. Transformatori koji imaju 3 primarna i 3 sekundarna namotaja zovu se trofazni transformatori i služe za transformaciju trofazne struje. 
Prema izvedbi dijelomo transformatore na uljne i suhe. Kod uljnih transformatora cijeli je namotaj smješten u kotlu s uljem radi izolacije i hlađenja. Suhi transformatori hlade se zrakom.
Transformatori imaju veliku važnost kod prijenosa električne energije na velike daljine. Naime, električne centrale proizvode električnu energiju sa strujama velike jakosti, a relativno niskog napona. Kad bi se ova struja dalekovodom vodila do mjesta potrošnje koje može biti vrlo daleko od električne centrale, ti bi vodovi morali imati veliki presjek i nastali bi gubici zbog stvaranja Joulove topline. Zato se kod električnih centrala postavljaju transformatori koji pretvaraju struju velike jakosti a niskog napona, u struju male jakosti a visokog napona. Time su smanjeni gubici zbog stvaranja topline, a električni vodovi mogu biti maloga presjeka. Kad se ovakva struja visokog napona, na primjer od 100 000 V, dovede na mjesto potrošnje, ona se mora ponovo transformirati na struju niskog napona (na primjer 220 V), a velike jakosti.

### Približni proračun transformatora
Uvijek su uz napon izvora (na primjer gradske mreže) zadani i željeni napon i snaga (ili jakost struje) sekundara. Pretpostavljajući uobičajenu frekvenciju europskih mreža od 50 Hz, gustoću magnetskog toka u željeznoj jezgri od 12 000 gausa, dopušteno opterećenje žice namotaja 2,4 - 2,5 A/mm{\displaystyle ^{2}} i gubitke u željezu i bakru od 25%, približna potreba snage na primaru iznosit će:
{\displaystyle P_{p}=1,25\cdot I_{s}\cdot U_{s}}
Za približni proračun nadalje važe iskustveni obrasci:
prerez srednjeg stupa jezgre (u cm2) jednofaznih transformatora (Pp u W): 
{\displaystyle S_{Fe}={\sqrt {P_{p}}}}
Broj zavoja po 1 voltu: 
{\displaystyle N={\frac {40}{S_{Fe}}}}
odnosno broj zavoja u primaru:
{\displaystyle N_{p}=U_{p}\cdot N}
i broj zavoja u sekundaru (1,1 kompenzira padove napona):
{\displaystyle N_{s}=1,1\cdot U_{s}\cdot N}
Promjeri žice u mm (Ip i Is u A):  
{\displaystyle d_{p}={\sqrt {\frac {I_{p}}{2}}}}
{\displaystyle d_{s}={\sqrt {\frac {I_{s}}{2}}}}
Opterećenje (električni otpor) R primara transformatora se izražava po obrascu:
{\displaystyle R_{p}=R_{s}\cdot {\frac {U_{p}^{2}}{U_{s}^{2}}}}
odnosno:
{\displaystyle R_{p}=R_{s}\cdot {\frac {N_{p}^{2}}{N_{s}^{2}}}}

## Vrste transformatora

### Učinski transformator ili energetski transformator
Učinski transformator ili energetski transformator većinom se koristi u prijenosnim i distribucijskim mrežama elektroenergetskog sustava. Radi smanjenja gubitaka i struje praznoga hoda, jezgra učinskoga transformatora slaže se od tankih magnetski orijentiranih limova (radi smanjenja vrtložnih struja). Namoti su građeni od žice kružna presjeka ili profilnih vodiča od elektrotehničkoga bakra električne provodnosti 58∙106 S/m pri 20 °C. Zavoji namota najčešće su izolirani lakom ili papirom. Jezgra i namoti uljnih transformatora uronjeni su u izolacijsku tekućinu (transformatorsko ulje). Toplina razvijena u namotima i jezgri prenosi se preko ulja na takozvani kotao (konzervator) i rashladne uređaje, a odatle u okolinu. Zbog promjene temperature ulje mijenja volumen, pa transformator treba imati dodatni prostor u kotlu ili mogućnost promjene volumena kotla (to jest kotao od valovita lima). Nazivna električna snaga SN transformatora dogovorna je vrijednost njegove prividne snage i osnova je za projektiranje, deklariranje, ispitivanje i određivanje njegove nazivne struje. Nazivni napon UN napon je na koji se transformator priključuje. Nazivna struja IN struja je kroz linijsku stezaljku transformatora; određena je nazivnom snagom i nazivnim naponom, za jednofazne je transformatore određena izrazom: 
{\displaystyle I_{N}={\frac {S_{N}}{U_{N}}}}
a za trofazne: 
{\displaystyle I_{N}={\frac {S_{N}}{3\cdot U_{N}}}}
Gubitci praznoga hoda jednaki su djelatnoj snazi koju transformator uzima iz mreže, ako je na jedan namot priključen nazivni napon nazivne frekvencije, a svi su ostali namoti otvoreni. Gubitci se mjere takozvanim pokusom praznoga hoda. 
Napon kratkoga spoja Uk napon je koji je potrebno priključiti na linijske stezaljke jednoga namota da bi potekla nazivna struja uz kratko spojene stezaljke drugoga namota; a obično se izražava u postotcima nazivnoga napona: 
{\displaystyle u_{k}={\frac {U_{k}}{U_{N}}}\cdot 100}
Transformatorski spoj jest spoj primarnoga i sekundarnoga namota trofaznoga transformatora; spoj dvonamotnoga trofaznoga transformatora označuje se tako da se prvo navede znak spoja višega napona (za spoj u zvijezdu znak Y, u trokut znak D, u cik-cak znak Z), zatim znak spoja nižega napona (y, d i z) i na kraju takozvani satni broj ili satni kut (višekratnik kuta od 30° za koji niski fazni napon zaostaje za istoimenim visokim), na primjer Dy5.

### Autotransformator
Autotransformator (transformator u štednom spoju, štedni transformator) je transformator s jednim namotom, odnosno s namotima koji su međusobno spojeni. Njegova je prednost što je manji, lakši i jeftiniji od dvonamotnih transformatora a nedostatak što ne osigurava električnu izolaciju strujnoga kruga.

### Izolacijski transformator
Izolacijski transformator ili odvojni transformator služi za zaštitno odvajanje električkih strujnih krugova, kako bi se smanjila opasnost od dodira uzemljenih dijelova i dijelova pod naponom pa su primarni i sekundarni namot dodatno izolirani međusobno, od magnetske jezgre i od kućišta. Izolacijski transformator kojemu je prijenosni omjer 1 : 1 naziva se međutransformatorom.

### Zakretni transformator
Zakretni transformator je regulacijski transformator kojemu primarni namot čini namot rotora, a sekundarni namot čini namot statora zakočenoga asinkronoga električnoga motora. Namot rotora spojen je na jednofaznu ili trofaznu mrežu, a njegovo okretno magnetsko polje inducira električni napon u statorskom namotu. Zakretanjem rotora (primara) može se kontinuirano mijenjati napon statora (sekundara).

### Mjerni transformator
Mjerni transformator sadrži primarni namot koji se uključuje u mjerni krug, i sekundarni namot na koji se priključuju mjerni instrumenti ili zaštitni uređaji. Primarni namot naponskoga mjernoga transformatora spaja se paralelno trošilu kojemu se mjeri električni napon, a primarni namot strujnoga mjernoga transformatora spaja se serijski s trošilom. Prijenosni omjer mora biti točno poznat, a fazni pomak između primarnih i sekundarnih veličina (električnoga napona, odnosno struje) zanemariv.

### Audiofrekvencijski transformator
Audiofrekvencijski transformator ili tonski transformator s pomoću posebne konstrukcije (mali rasipni induktiviteti i kapaciteti) omogućuje prijenos audiofrekvencijskih signala (od 16 Hz do 20 kHz). Služi za prilagodbu mikrofona mikrofonskomu pojačalu ili zvučnika izlaznomu pojačalu snage, ili za sprječavanje prolaska istosmjerne komponente signala između stupnjeva pojačala.

## Poveznice
- Elektromagnetska indukcija
- Induktor
- Magnetski učinak električne struje